# Roots (2016)
Roots (Brasil: Raízes ) é uma minissérie estado-unidense e uma refilmagem da minissérie homónima de 1977, baseada no romance de 1976, Roots: The Saga of an American Family de Alex Haley. Foi exibida entre 30 de maio e 2 de junho de 2016 no canal History e protagonizou Malachi Kirby, Forest Whitaker, Anna Paquin, Laurence Fishburne, Jonathan Rhys Meyers, Anika Noni Rose, T.I. e Nokuthula Ledwaba. Foi produzida com um orçamento de cinquenta milhões de dólares.
Baseada no livro homônimo de Alex Haley, ‘Raízes’ faz um retrato histórico da escravidão nos Estados Unidos através da saga de uma família que luta para sobreviver, resistir e continuar seu legado, enfrentando dificuldades abissais e muita crueldade.
Foi exibida na Globo entre 3 de janeiro de 2017 e 13 de janeiro de 2017 em 8 capítulos.

## Enredo
A história começa em 1750, quando Kunta Kinte (Malachi Kirby), jovem guerreiro de uma tribo africana, é capturado por caçadores de escravos e levado em condições desumanas para os Estados Unidos. Ele é comprado pelo fazendeiro John Waller (James Purefoy) e recebe um novo nome: Toby. Após várias tentativas de fuga, passa anos vivendo os maus tratos, castigos e sofrimento de uma sociedade escravocrata e racista.
Kunta se apaixona por outra escrava e juntos têm uma filha, Kizzy (Anika Noni Rose), que leva consigo as tradições de seu pai e mantém o orgulho e o espírito guerreiro da família. A história acompanha a vida da filha, do neto e do bisneto de Kunta, a luta pela liberdade da família, e passa pelas mudanças políticas e sociais até chegar ao fim da escravidão.

## Elenco
- Malachi Kirby como Kunta Kinte
- Nokuthula Ledwaba como Binta Kinte
- Emayatzy Corinealdi como Belle
- Forest Whitaker como Henry (Fiddler)
- Anika Noni Rose como Kizzy Waller
- Emyri Crutchfield como Kizzy Waller (jovem)
- Saniyya Sidney como Kizzy (aos seis anos)
- Regé-Jean Page como Chicken George
- Erica Tazel como Matilda
- James Purefoy como John Waller
- Katie McGuinness como Elizabeth Waller
- Matthew Goode como doutor William Waller
- Jonathan Rhys Meyers como Tom Lea
- Shannon Lucio como Patricia Lea
- Chad Coleman como Mingo
- Tony Curran como Connelly
- Anna Paquin como Nancy Holt
- T.I. como Cyrus
- Derek Luke como Silla Ba Dibba
- G Hannelius como Missy Waller
- Carlacia Grant como Irene
- Mekhi Phifer como Jerusalem
- Sam Malone como Ashford
- Denise Milfort como senhora Ellen
- Mandela Van Peebles como Noah
- Terence Rosemore como Orly
- Lane Garrison como Frederick Murray
- Sedale Threatt Jr. como Tom
- Brett Rice como William Byrd
- Laurence Fishburne como Alex Haley (narração)